# Łysaków (województwo lubelskie)
Łysaków – wieś w Polsce położona w województwie lubelskim, w powiecie lubelskim, w gminie Wólka. Obok miejscowości przepływa rzeka Ciemięga, lewy dopływ Bystrzycy.
W latach 1975–1998 miejscowość administracyjnie należała do ówczesnego województwa lubelskiego.
1 stycznia 1989 część wsi (73,49 ha) włączono do Lublina.
Wieś stanowi sołectwo gminy Wólka. Według Narodowego Spisu Powszechnego z roku 2011 wieś liczyła 351 mieszkańców.